# Síntesis de indoles de Hinsberg
La Síntesis de indoles de Hinsberg (O síntesis de oxindoles de Hinsberg) es un método de síntesis orgánica que consiste en la preparación de oxindoles a partir de una anilina y un aducto del glioxal con un bisulfito:

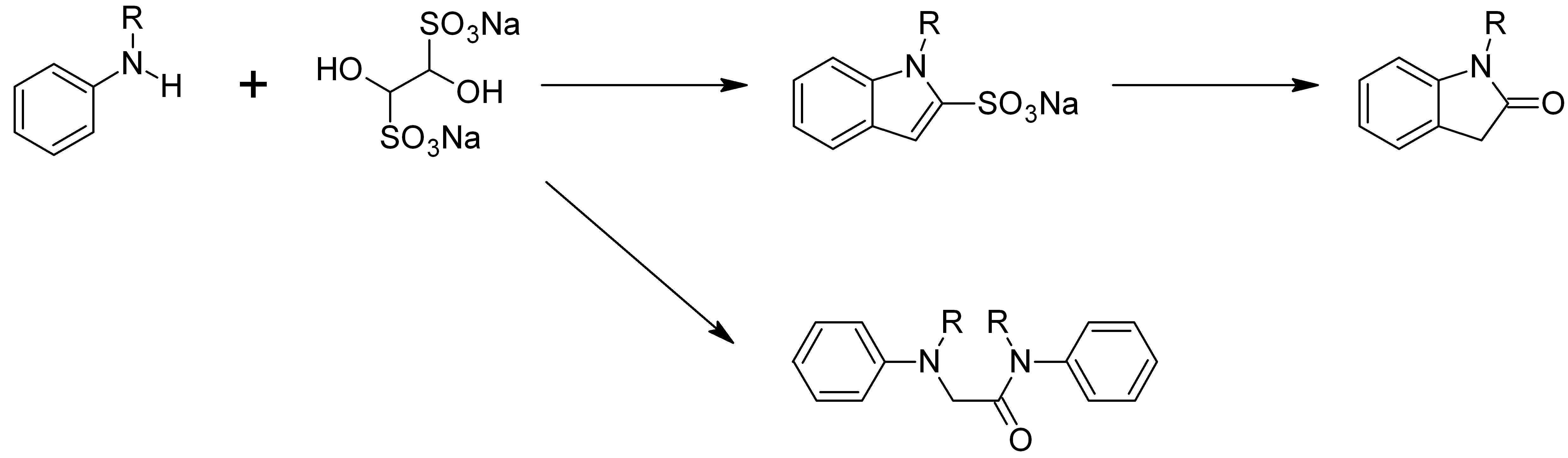
Diagrama de la síntesis de indoles de Hinsberg.